# Глущенко, Леонтий Григорьевич
Леонтий Григорьевич Глущенко (3 января 1938, Постышево — 6 мая 2019) — Народный мастер Молдовы. Член союза художников СССР. Заслуженный деятель искусств Приднестровской Молдавской Республики. Член союза художников Приднестровской Молдавской Республики.

## Биография
Родился 3 января 1938 г. В г Красноармейске (Донбасс) в 1945 г. После войны с матерью Переехал в Тирасполь, где ныне и проживает. По окончании 7 классов пошёл работать и одновременно учился в вечерней школе. В свободное время занимался рисованием, резьбой по дереву и камню. В 1970 г. Первая персональная выставка, получил звание « Народный Мастер Молдовы» В 1972 г. Возглавил сувенирный цех на Тираспольской мебельной № 5, где издал участок по изготовлению сувениров из дерева и корней деревьев. Член союза худ. СССР с 1972 г. Заслуженный деятель искусств ПМР. Награждён Орденом Почета, медалями и лауреатскими званиями ВДНХ , Президиумом ВЦСПС Республиканским и Городским Комитетом культуры. Активно участвовал в городских, республиканских, всесоюзных, зарубежных выставках в (Германии, Болгарии, Швейцарии, Канаде, Израиле, Лиму и мн. Др.), среди которых 20 персональных выставок. Работает в графике, акварель (пейзаж, цветы.) В декоративно прикладном искусстве (резьба по дереву, металл и ковка). Скульптура малых форм из дерева, камня. . Его работы находятся в государственных и частных коллекциях : Республики Молдова, Украина, а также в России, Франции, Италии, США, Бельгии, Голландии, Германии. Источником вдохновения и основным мерилом его творчества является неисчерпаемые красота и искренность главного учителя «Природа». В руках мастера оживает дерево, работы в камне. Отражают философское осмысление мира, а его графика — это яркая экспрессия цвета. Работы Л. Г. Глущенко наполнены любовью к родному краю, светом и душевной теплотой, ритмом музыкой, духовными переживаниями, благодарностью и служением всепобеждающим добру и красоте. В 2000 г. вышла книга стихов Л.Глущенко «Из Радуги слов», которая была признана лучшим полиграфическим изданием этого года. Представленные стихотворения Л.Глущенко наполнены светлой любовью к родному краю, неувядающему миру красоты и добра.

## Деятельность
В 1970 году состоялась первая персональная выставка, получил звание «Народный Мастер Молдовы»
С 1972 года член Союза художников СССР.
Его работы находятся в государственных и частных коллекциях Республики Молдова, Украина, а также в России, Франции, Италии, США, Бельгии, Голландии, Германии.
Источником вдохновения является природа. В руках мастера оживает дерево, работы в камне. Его графика — это яркая экспрессия цвета. Работы Л. Г. Глущенко наполнены любовью к родному краю, светом и душевной теплотой, ритмом. музыкой, духовными переживаниями.
В 2000 году вышла книга стихов Л.Глущенко «Из Радуги слов», которая была признана лучшим полиграфическим изданием этого года.

## Награды и премии
Награждён орденом, двумя медалями, многочисленными грамотами и лауреатскими званиями, участник многих городских, республиканских и зарубежных выставок, среди которых 20 персональных.
Имеет много наград.

- 1967 г. — Настоящий атестат № 2 Кишинёв за участие в изготовлении изделий из древесины
- 1969 г. — Настоящий атестат № 8 за изготовление уникальных сувенирных изделий Кишинёв ВДНХ МССР
- 1970 г. Удостоверие от имени Президиума Верховного Совета СССР награждён медалью Глущенко Леонтий Григорьевич «За Доблестный труд в ознаменование 100-летия Со дня рождения В. И. Ленина»
- 1970 г. — диплом 3-й степени Кишинёв республиканский оргкомитет
- 1970 г. — Пачётная грамота-автор выставки «Природа и фантазия» Председатель исполкома В.Теленков ГККП Молдавии П.Петрик Диплом 1-й степени-Заведущий Тираспольском отделом культуры Л.Божу
- 1970 г. — диплом- Президиум ВЦСПС
- 1971 г. — Министерство культуры МССР о присвоение квалификации Народного Мастера прикладного искусства
- 1972 г. — Настоящий атестат комитет по делам изобретений и открытий при совете министров СССР
- 1972 г. — Москва свидетельство на промышленный образец № 2453 набор для коньяка
- 1974 г. -Почётная грамота директор фабрики 40 лет В.Соловьёва почётная грамота председатель ЦК профсоюза и работники культуры
- 1975 г. — Настоящий атестат Кишинёв ВДНХ главному художнику Л. Г. Тираспольской мебельной № 5
- 1987 г. — Грамота — заведущей городским отд. Культуры Г.Галаган
- 1988 г. — Юбилейная почётная грамота — Тирасполь отделом культуры Г.Галаган
- 1988 г. — Благодарственное письмо городским отделом культуры Г.Галаган
- 1989 г. — Почётная грамота Кишинёв Ю. Б. Таран
- 1989 г. — Почётная грамота Председатель исполкома А. Н. Цуркан
- 1992 г. Указ Президента Приднестровской Молдавской Республики о награждение медалью «За Трудовую Доблесть»
- 1995 г. Указ Президента Приднестровской Молдавской Республики о присвоение звания «Заслуженный Деятель Искусств» Приднестровской Молдавской Республики.
- 1998 г. Указ Президента Приднестровской Приднестровской Молдавской Республики о награждение «Орденом Почёта»
- 2002 г. — Благодарственое письмо-200лет Тирасполю Тираспольский Совет Народных депутатов
- 2003 г. — Диплом признание Министерство просвещения Приднестровской Молдавской Республики Е. Е. Бомешко
- 2006 г. Указ Президента Приднестровской Молдавской Республики о награждение «Орденом Трудовая Слава»

Награждён дипломами ВДНХ и президиумом ВЦСПС почётными грамотами, Республиканскими и Городскими комитетом культуры.
Благодарственое письмо Председателем Горисполкома И. Н. Смирнова и зам. Председателя Горисполкома В. С. Репкин
Благодарственное письмо Председатель гор. КСИ М. М. Иоржева
Благодарственное письмо коллектива Бендерской и Тираспольской картинной галереи.

## Хронология мастера

### Персональные выставки
- 1970 г. — Тирасполь, картинная галерея
- 1970 г. — Кишинёв, союз художников
- 1972 г. — Кишинёв, худ. Музей
- 1973 г. — Тирасполь, картинная галерея
- 1973 г. — Тирасполь, дворец швейников
- 1975 г. — Тирасполь, клуб нии
- 1976 г. — Бендеры, картинная галерея
- 1977 г. — Тирасполь, картинная галерея
- 1977 г. — Тирасполь, гор. Библиотека
- 1978 г. — Тирасполь, клуб з — да им. Ткаченко
- 1980 г. — Бендеры, картинная галерея
- 1980 г. — Тирасполь, картинная галерея
- 1987 г. — Тирасполь, гор. Библиотека
- 1988 г. — Тирасполь, кинотеатр тирасполь
- 1988 г. — Тирасполь, клуб совхоза им. Фрунзе
- 1988 г. — Тирасполь, картинная галерея 50 лет юбилейная
- 1989 г. — Бендеры, картинная галерея
- 1989 г. — Тирасполь картинная галерея
- 1993 г. — Кишинёв союз художников
- 1993 г. — Кишинёв художественый музей
- 1993 г. — Тирасполь картинная галерея
- 1993 г. — Тирасполь дворец швейников
- 1994 г. — Тирасполь, картинная галерея
- 1995 г. — Тирасполь, гор. Библиотека
- 1996 г. — Германия — дюсельдорфе
- 1997 г. — Тирасполь, гор. Библиотека
- 1998 г. — Бендеры, картинная галерея
- 1998 г. — Тирасполь картинная галерея 60 лет юбилейная
- 2000 г. — Тирасполь, гор. Библиотека
- 2001 г. — Бендеры картинная галерея
- 2003 г. — Кишинёв, Молд. Радио
- 2003 г. — Кишинёв, ОБСЕ
- 2006 г. -Тирасполь картинная галерея
- 1970 г. — художники Тирасполя 1972г — отчётная выставка
- 1972 г. — творческой группы дом творчества «Дайле»
- 1975 г. — художники Тирасполя Глущенко — Матрёницкий
- 1987 г. — художники Тирасполя
- 1996 г. — Одесса международный фестиваль декоративно прикладного искусства -золотой платан
- 1992 г. — Тирасполь картинная галерея-1-я выставка акварели
- 1992г — 1993—1994 г.г.г. — Тирасполь кинотеатр «Тирасполь»
- 1992г — 1993 г.г. Тирасполь дворец пионеров
- 1993 г. — Москва консульство Молдовы художники Приднестровья
- 1994 г. — Бендерская картинная галерея республиканская 1-я выставка художники Приднестровья
- 1996 г. — Республиканская выставка посвящённая 5 -летию ПМР
- 1997 г. — Бендеры декоративно прикладное искусство
- 1972 г. — Всесоюзная выставка конкурс декоративно прикладного искусства
- 1975 г. — Всесоюзная выставка декоративно прикладного искусства
- 1976 г. — Всесоюзная передвижная выставка декоративно прикладного искусства

Участие во многих всесоюзных и зарубежных выставках: Германия, Болгария, Швейцария, Канада, Лиму,Израиль и многие другие.
- 1977 г. — Тирасполь — фасад шерсть прядильной фабрики Панно — Глущенко, Зыков, Лавренов
- 1978 г. — Тирасполь — транс агентство — столовая Панно — с графито Глущенко, Лавренов
- 1980 г. — Тирасполь — детское кафе — сказка Экстерьер — интерьер — оформление
- 1980 г. — Тирасполь эскиз — фасада административного Здания авто полив
- 1975 г. — Семья ложки немецкий
- 1978 г. — ин.76988 Молдова
- 1984 г. № 41 Украина
- 1985 г. — № 45 огонёк
- 1987 г. — в мастерской Никарагуа
- 1999 г. — № 3 Приднестровье исторический альманах
- 1975 г. — Советский художник советское декорат. Искусство
- 1976 г. — Советская Молдавия изобразительное искусство
- 1978 г. — Народные промыслы Молдавии
- 1979 г. — Советский художник Москва декорат. Прикладное искусство Молдавии
- 1980 г. — Молдавская ССР изд. «планета» г. Москва
- 1980 г. — Декоратив. — прикладное искусство Молдавии
- 1984 г. — Кишинёв "литература артистикэ "письмо из отчего дома
- 1986 г. — Дерево и образ…В.М Синицкий
- 1997 г. — Художники Приднестровья — авт. И. М. Антонюк
- 1997 г. — Художники Приднестровья
- 1970 г. — Всесоюзная выставка конкурс декоративно прикладного искусства
- 1971 г. — Выставка художественных изделий Тирасполь посвящается хх1у съезду КПСС Молдавии
- 1973 г. — «Земля и люди» Республиканская художеств.выставка
- 1973 г. — «СССР наша Родина» Республиканская выставка
- 1974 г. — посвящена к 50 летию ссср республиканская выставка
- 1975 г. — Всесоюзная передвижная выставка декоративно прикладное искусство СССР
- 1976 г. — Републиканская выставка декоративно прикладного искусства
- 1977 г. — Всесоюзная выставка декоративно — прикладное искусство Молдавии
- 1978 г. — Республиканская выставка «Слава труду»
- 1979 г. — Юбилейная Республиканская выставка «По Ленинскому пути»
- 1982 г. — 1-я Республиканская выставка акварели
- 1982 г. — 1-я Республиканская осенняя выставка
- 1983 г. — Республиканская выставка «Мы строим коммунизм»
- 1984 г. — Республиканская выставка «Земля и люди»
- 1986 г. — Республиканская выставка посв. 60-летию Молдавии
- 1987 г. — Республиканская выставка «Мы строим коммунизм»
- 1987 г. — 8-я Республиканская осенняя выставка

### Групповые выставки организованные союзом художников Приднестровья
- 1970 г. — художники Тирасполя 1972г — отчётная выставка
- 1972 г. — творческой группы дом творчества «Дайле»
- 1975 г. — художники Тирасполя Глущенко — Матрёницкий
- 1987 г. — художники Тирасполя
- 1996 г. — Одесса международный фестиваль декоративно прикладного искусства -золотой платан
- 1992 г. — Тирасполь картинная галерея-1-я выставка акварели
- 1992г — 1993—1994 г.г.г. — Тирасполь кинотеатр «Тирасполь»
- 1992г — 1993 г.г. Тирасполь дворец пионеров
- 1993 г. — Москва консульство Молдовы художники Приднестровья
- 1994 г. — Бендерская картинная галерея республиканская 1-я выставка художники Приднестровья
- 1996 г. — Республиканская выставка посвящённая 5 -летию ПМР
- 1997 г. — Бендеры декоративно прикладное искусство

### Участие во всесоюзных выставках
- 1972 г. — Всесоюзная выставка конкурс декоративно прикладного искусства
- 1975 г. — Всесоюзная выставка декоративно прикладного искусства
- 1976 г. — Всесоюзная передвижная выставка декоративно прикладного искусства

### Монументальные декоративные работы
- 1977 г. — Тирасполь — фасад шерстепрядильной фабрики Панно — Глущенко, Зыков, Лавренов
- 1978 г. — Тирасполь — трансагентство — столовая Панно — с графито Глущенко, Лавренов
- 1980 г. — Тирасполь — детское кафе — сказка Экстерьер — интерьер — оформление
- 1980 г. — Тирасполь эскиз — фасада административного Здания автополив

### Публикация в журналах
- 1975 г. — Семья ложки немецкий
- 1978 г. — ин.76988 Молдова
- 1984 г. № 41 Украина
- 1985 г. — № 45 огонёк
- 1987 г. — в мастерской Никарагуа
- 1999 г. — № 3 Приднестровье исторический альманах

### Публикации в книгах
- 1975 г. — Советский художник советское декорат. Искусство
- 1976 г. — Советская Молдавия изобразительное искусство
- 1978 г. — Народные промыслы Молдавии
- 1979 г. — Советский художник Москва декорат. Прикладное искусство Молдавии
- 1980 г. — Молдавская СССР изд. «планета» г. Москва
- 1980 г. — Декоратив. — прикладное искусство Молдавии
- 1984 г. — Кишинёв "литература артистикэ "письмо из отчего дома
- 1986 г. — Дерево и образ…В.М Синицкий
- 1997 г. — Художники Приднестровья — авт. И. М. Антонюк
- 1997 г. — Художники Приднестровья

### Публикации в каталоге
- 1970 г. — Всесоюзная выставка конкурс декоративно прикладного искусства
- 1971 г. — Выставка художественных изделий Тирасполь посвящается хх1у съезду КПСС Молдавии
- 1973 г. — «Земля и люди» Республиканская художеств.выставка
- 1973 г. — «СССР наша Родина» Республиканская выставка
- 1974 г. — посвящена к 50 летию ссср республиканская выставка
- 1975 г. — Всесоюзная передвижная выставка декоративно прикладное искусство СССР
- 1976 г. — Републиканская выставка декоративно прикладного искусства
- 1977 г. — Всесоюзная выставка декоративно — прикладное искусство Молдавии
- 1978 г. — Республиканская выставка «Слава труду»
- 1979 г. — Юбилейная Республиканская выставка «По Ленинскому пути»
- 1982 г. — 1-я Республиканская выставка акварели
- 1982 г. — 1-я Республиканская осенняя выставка
- 1983 г. — Республиканская выставка «Мы строим коммунизм»
- 1984 г. — Республиканская выставка «Земля и люди»
- 1986 г. — Республиканская выставка посв. 60-летию Молдавии
- 1987 г. — Республиканская выставка «Мы строим коммунизм»
- 1987 г. — 8-я Республиканская осенняя выставка

### Кино
- 1971 г. — Советская Молдавия Опр. В.Боянжиу Всесоюзный киножурнал о художнике
- 1975 г. — Телефильм-Кишинэу Опр. Л.Пантус « Я ищу сказку»
- 1976 г. — Молдова — фильм Опр. П.Балан «Колона небес»
- 1977 г. — Советская Молдавия Опр. В.Боянжиу к 60 летию МССР зарубежный киножурнал
- 1988 г. — Молодежь Молдавии опр. С. Звонов. К 60летию Молдавии
- 1988 г. — Молдова-фильм реж. Л.В.подакина к 50-летие творчества Л. Г. Глущенко
- 1989 г. — Тирасполь Украинская передача ПМР реж.. М.Бабаян — О творчестве художника Л. Г. Глущенко
- 1994 г. — Тирасполь ПМР. 4 рт « о Ларионове» режиссёр О. Шульгина
- 1995 г. — Тирасполь ПМР .р.т. Персональная выставка акварель в городской библиотеке
- 1998 г. — Тирасполь ПМР. Р.т.. К 60-летию юбилейной выставке
- 2000 г. — Тирасполь ПМР. Р.т. Выставка акварель и презентация книги стихов Л. Г. Глущенко
- 2002 г. — Тирасполь ТСВ «Личное дело Л. Г. Глущенко» реж. Н.Лизунов
- 2003 г. — Тирасполь столица р Т. Теле очерк «Старые дома» О.шульга
- 2003 г. — Кишинёв радио теле очерк " Культура объединяет народ " автор Л. Щебнева
- 2003 г. — Кишинёв ОБСЕ теле — Очерк персональная выставка Л. Г. Глущенко

### Газетные публикации
- 1967 г. — сказочные образы русского леса Л. Молодченко
- 1968 г. — Молдова «кум вэ експликаць друмул де ла аматоризм ла професионизм»
- 1968 г. — лесная газета « творец деревяных скульпттур»
- 1970 г. — победа « прекрасные мгновения» автор В. Тимчук Днестровская правда « встреча с прекрасным» автор Л.Золотко
- 26. 08.1970 г. — Днестровская правда «Репортаж из лесного царства» автор В. Маслеников
- 9.11.1970 г. — Советская Молдавия « Мастер самородок» автор Л. Иванова
- 26.11.1970 г. — Советская Молдавия « Спасибо добрый волшебник» автор Е. Сталинская
- 23. 01.1971 г. — Культура № 4
- 11. 07.1971.г — Тинереця Молдовы « Сказка живого леса» автор С. Тиранин
- 1972 г. — Советская Молдавия фото автор А.Молодченко
- 18.10.1973 г. Днестровская правда «Фантазия и изобретательность» автор Г.Маслова
- 18.12.1973 г. — Советская Молдавия «Богатство жанров» автор М. Розовский
- 9. 04.1974 г. — Советская Молдавия — умелец член союза художников
- 23.10.1974 г. — За коммунизм « волшебник резца» автор . Т.Миронина
- 26.10.1974 г. — Днестровская правда «В традиции народного творчества Молдавии» автор Т. Милюхина
- 23.10.1975 г. — Вечерний Кишинёв «На ярмарке в Лиму»
- 27. 05.1975 г. — Советская культура «Мастерская»
- 8. 05.1976 г. — Победа «Мир сказок» автор Т. Шабардина
- 2. 06.1977 г. — Литература ши арта № 9 «Щ повесе минунатэ дин лемн»
- 8. 09.1977 г. — Днестровская правда «Мастера кисти и резца» автор Г. Маслова
- 1977 г. — Советская Молдавия «Ярко и самобытно» фото Г. Вечеренко наш внешний кореспондент
- 1. 01.1977 г. — Днестровская правда " И снова поиск "автор Т. Колесниченко
- 27.10.1977 г. — Днестровская правда « Художник время поиск» Н.Герасименко
- 2. 09.1978 г. — Вечерний Кишинёв «Самобытный художник»
- 21. 05.1978 г. — Молдова сочиалэ на снимке Л. Г. Глущенко фото А.Лыков фотохроника атем
- 1978 г. — Советская Молдавия «Самородок» автор Ф. Чащин
- 15.06.1978 г. — Днестровская правда «Мастерская этнографический музей» фото А. Лыков пресс аташе
- 1979 г. — Спорт «Знакомтесь с Л. Г. Глущенко» автор В.Понамарёв
- 1979 г. — Советская Молдавия «Сувениры молдавского леса»
- 1980 г. — Новости культуры «С любовью к природе» автор Т.Колесниченко
- 1980 г. — Днестровская правда «Встреча с прекрасным» автор Л. Золотко
- 26.03.1981 г. — Днестровская правда «Открытие сезона» автор Н.Визитиу
- 23.04.1987 г. — Днестровская правда «В мире прекрасного» автор О. Феч
- 16.05.1987 г. — Вечерний Кишинёв « Выставка Л. Г. Глущенко» фото атем
- 14.04.1988 г. — Днестровская правда "В мире прекрасного " автор Л.Лидин
- 29.11.1988 г. — Днестровская правд "Встреча с прекрасным "автор С. Фомичёва
- 9.02.1988 г. — Днестровская правда «Землёй рождённые мотивы» автор В. Вакарева
- 22.12.1988 г. — Победа «Добрых рук мастерство» автор О. Сизова
- 12.05.1988 г. — «За коммунизм, художник становится поэтом»
- 27.10.1988 г. — Советская Молдавия «Вернисаж Л. Г. Глущенко» автор Л.Иванова
- 29.09.1988 г. — молодёжь молдавии «Встреча с самобытным талантом» автор Равдин
- 20.02.1988 г. — Новости культуры «Словно к природе»
- 25.01.1989 г. — Речник Молдавии «Встреча с самобытным талантом» автор Т. Шабардина
- 2.02.1989 г. — Победа «О крик души, кометы след горенья, взлёт падения свет» автор Литавин
- 21.01.1989 г. — Советская культура "один из очереди " автор В. Летов собственный корреспондент молдавской СССР
- 26.10.1990 г. — Диалог "В белой берёзе след топора " автор О. Карпушин
- 1992 г. — Днестровская правда «Днестр позировал во все времена» автор Н. Стаценко
- 1993 г. — № 6 Тираспольские ведомости "Мастер современного творчества Л. Г. Глущенко
- 16.05.1995 г. — Приднестровье "учитесь добру и красоте "автор Чеботаренко
- 30. 05.1995 г. — Приднестровь «Кудесник живёт рядом» автор О. Феч
- 23.05.1998 г. — Приднестровье «Твои люди Приднестровья»
- 1998 г. — Приднестровье «Художник от бога» автор Т.Шабардина
- 1998 г. — Днестровская правда «И кистью и резцом» автор В. Зеленский
- 3.01.1998 г. — Приднестровье «Мастер от бога» автор Н. Егорова
- 23.10.1998 г. — Новая газета «Творец» автор О. Сизова
- 29.05.1998 г. — Коммунист «придите» заметки с персональной выставки. автор В. Маринов
- 28.05.1998 г. — Приднестровье дни славянской письменности фото Корзилов
- 18.06.1999 г. — дело № 11 «В гармонии с природой» автор Д.Гусляков
- 31.05. 2001 г. — Приднестровье «Из глубины веков идущая духовность»
- 2003 г. — маркиз № 5 «художник от бога» автор Т. Шабардина